# 吉蒙迪
吉蒙迪是葡萄牙布拉干萨区的一个堂区。总面积15.27平方公里，总人口386人，人口密度25.3人/平方公里。